# 리 태조
리 태조(베트남어: Lý Thái Tổ / 李太祖, 974년 3월 8일(음력 2월 12일) ~ 1028년 3월 31일(음력 3월 3일))는 베트남 대구월(大瞿越) 전 레 왕조(前黎朝)의 군인이자 정치인이며, 리 왕조(李朝)의 초대 황제(재위: 1009년 ~ 1028년)이다. 휘는 리꽁우언(베트남어: Lý Công Uẩn / 李公蘊 이공온)이다. 절일은 천성절(天成節)이다.

## 생애

### 즉위 이전
《대월사기전서》 등 베트남의 사서에 의하면, 리 태조는 북강(北江) 고법주(古法州, 현재의 박닌성 뜨선 현) 출신으로, 그 어머니 팜씨(베트남어: Phạm thị / 范氏 범씨)가 초산사(chùa Tiêu Sơn/焦山寺)에서 노닐다가 신인(神人)을 만나 그를 임신하였고, 태조가 3살이 되는 해에 리카인반(베트남어: Lý Khánh Văn / 李慶文 이경문)에게 그를 맡겼다고 한다. 리 태조는 일찍이 만행선사(베트남어: Thiền sư Vạn Hạnh / 萬行禪師)를 스승으로 하여 불법을 배웠고, 전 레 왕조의 와조제(臥朝帝) 시기에 실력을 인정을 받아 좌친위전전지휘사(左親衛殿前指揮使)에 임명되었다.

### 황제 즉위
까인투이 2년 10월 30일(1009년 11월 19일), 와조제가 죽자 제위를 둘러싸고 혼란이 일어났다. 그해 11월 2일(1009년 11월 21일), 리 태조는 이를 틈타 신료들에게 추대받는 형식으로 황제로 즉위하였다. 이로써 전 레 왕조가 멸망하고 리 왕조가 창건되었다. 리 태조는 연호를 투언티엔(順天)으로 정했다.

### 수도 이전
투언티엔 원년(1010년) 7월, 황제의 자리에 오른지 일 년 후에 리꽁우언은 국호는 그대로 유지한 채로 호아르(베트남어: Hoa Lư / 華閭 화려)에서 베트남 역사상 최초로 수도를 하노이로 옮겼다. 하노이의 당시 명칭은 다이라 성(베트남어: Thành Đại La / 大羅城 대라성)이었는데, 태조가 수도 천도를 하기 위해 다이라 성 아래에 정박했을 때, 그 배에서 황룡(黃龍)이 나타났다고 하여 탕롱 성(베트남어: Thành Thăng Long / 昇龍城 승룡성)으로 개칭되었다고 한다. 태조가 하노이로 천도한 이유는 호아르가 좁고 협소한 계곡지대에 위치해 외적의 침입 방어에는 용이하지만, 교통이 불편하고 경제 중심지인 홍하 중심부에서 멀리 떨어져 있었기 때문이었다. 또한 호아르가 토착세력의 텃세가 강했기 때문에, 전국을 수월하게 통치하려면 중국문화의 영향을 많이 받은 중심부의 집단과 결합해야 했기 때문이었다.
이 때 탕롱 성의 축조과정이 『대월사기전서(大越史記全書)』에 굉장히 상세하게 기록되어 있다. 먼저, 황제가 정무를 보는 건원전(乾元殿)을 지었고, 그 왼쪽에 집현전(集賢殿), 오른쪽에 강무전(講武殿)을 세웠다. 또 영춘궁(迎春宫)으로 통하는 비룡문(飛龍門), 위원문(威遠門)으로 통하는 단봉문(丹鳳門)을 만들었다. 또 정남쪽에는 고명전(高明殿)을 만들고, 이것을 모두 용지(龍墀)라고 했다. 고명전 주위로는 4면으로 회랑을 둘렀다고 한다. 건원전 뒤쪽에는 황제의 침전인 용안전(龍安殿)과 용서전(龍瑞殿)을 세웠고, 그 두 전각 왼쪽에 일광전(日光殿), 오른쪽에 월명전(月明殿)을 세웠다. 또 그 뒤쪽에는 궁녀가 거주하는 취화전(翠華殿)과 용서전(龍瑞殿)을 세웠다고 한다. 또 창고를 짓고, 성에 해자를 둘렀다고 한다. 성에는 4개의 문을 만들었는데, 동문을 상부문(祥符門), 서문을 광복문(廣福門), 남문을 대흥문(大興門), 북문을 요덕문(耀德門)이라고 했다. 그리고 성안에 흥천어사(興天御寺)를 짓고, 밖에는 승엄사(勝嚴寺)를 지었다. 그리고 다섯 개의 봉성루(鳳星樓)를 만들었다고 한다.

### 불교 중진
리꽁우언은 즉위 초부터 불교 후원에 힘썼는데, 전국 각지의 사찰과 도관(道觀)을 조사하여 수리하게 하고, 수도인 탕 롱과 자신의 고향이었던 꼬 팝 마을에 10개가 넘는 절을 신축하도록 하고, 큰 종을 주조해 기존의 유명사찰에 기증했다. 이러한 불교후원정책을 추진한 이유는 왕권 강화 목적도 있었겠지만, 당시 불교가 베트남에서 융성했고 리꽁우언 본인이 독실한 불교신자였기 때문이었다.

### 송나라의 관계
투언티엔 원년(1010년) 12월, 송나라로 사절을 보냈는데, 송 진종이 그를 교지군왕(交阯郡王) 겸 정해군절도사(靜海軍節度使)로 임명했다. 당시 송의 광동 지방관이 리꽁우언이 불의하게 권력을 찬탈했으니 적절한 조치를 내려달라고 부탁했지만, 진종은 비록 리꽁우언의 행동이 불의하긴 하나 만이(蠻夷)의 일이라 신경쓸 것이 아니라며 받아들이지 않았다. 송 진종이 이렇게 말했던 이유는 당시 송나라가 요나라와 전연의 맹을 맺은 지 얼마 되지 않은 시점이라 남방의 교지군보다는 북방에 더 신경을 써야 했기 때문이었다.

### 행정구역 개편
같은 시기에 지방행정구역도 개편하였는데, 자세한 내용은 알려져 있지 않으나, 유인선 교수에 의하면 전국을 24로(路)로 나누고, 그 밑에 부(府)와 주(州)를 두었으며, 다시 그 밑에는 현(縣)을 두었던 것으로 추정된다고 한다. 그러나 이 행정구역이 완전히 일원적으로 정리되지는 않았는데, 딘 왕조(丁朝) 딘보린(베트남어: Đinh Bộ Lĩnh / 丁部領 정부령) 때 설치한 도(道)와, 현에 대응하는 군(郡)이 남아있었음이 이를 방증한다. 또한 주(州)라는 행정구역이 산간지방에 두어졌지만 실질적인 통치는 하지 못했다. 이는 리 왕조의 행정력이 전국에 미치지는 않았음을 의미한다.

### 내정 개혁 및 업적
투언티엔 2년(1011년)과 그 다음해(1012년)에 타인 호아(베트남어: Thanh Hóa / 淸化 청화)와 응애 안(베트남어: Nghệ An / 乂安 예안)의 산간 부족들이 반란을 일으키자, 대군을 이끌고 친정(親征)에 나서 촌락을 불태우고 주동자들을 생포해 돌아왔다. 그가 직접 친정에 나선 이유는 그의 무공을 내세워 '용맹한 자'임을 증명하기 위함이었다.
투언티엔 4년(1013년), 새로운 조세법도 제정했는데 그 과세 대상은 ①전답(田畓) ②뽕나무밭 ③산간지방의 산물 ④소금 ⑤무소의 뿔, 상아, 향료 ⑥목재, 과일 등 모두 6가지였다.
투언티엔 7년(1016년), 리 비(베트남어: Lý Bí / 李賁 이비)의 부장이었던 리푹만(베트남어: Lý Phục Man / 李服蠻 이복만)의 고향을 방문하는 길에 리푹만의 사당을 짓고 조각상을 만들어 세웠으며, 이후에도 자신의 권위를 세우고 민심을 수습하기 위해 주민들이 숭배하는 과거의 영웅들을 적극 추모 하였다.

### 참파 정벌
투언티엔 11년(1020년) 12월, 리꽁우언은 정권이 어느 정도 안정되자 남방에도 관심을 가져 태자였던 리펏마(베트남어: Lý Phật Mã / 李佛瑪 이불마)에게 남쪽 변경을 공격하는 참파를 치게 하였다. 리펏마는 오늘날 꽝빈 성 북부에서 참파군과 대결하여 그 장군을 참수하는 등의 성과를 거두었다.

### 사망 및 삼왕의 난
투언티엔 19년 3월 3일(1028년 3월 31일), 리꽁우언은 55세의 나이로 탕 롱의 용안전(龍安殿)에서 사망하였다. 태조의 아들들이 제위를 둘러싸고 반란을 일으켰고, 황태자인 아들 리펏마가 반란을 진압하며 황제로 즉위하였다. 왜 리펏마가 황태자로 책봉이 되었음에도 반란이 일어났냐면, 태조 리 꽁 우언이 다른 왕자들에게도 똑같은 권한을 줘서 권력이 황태자에게 집중이 안됐기 때문이었다.

## 존호, 묘호, 시호
존호는 즉위 후에 받은 봉천지리응운자재성명용견예문영무숭인광효천하태평흠명광택장명만방현응부감위진번만예모신공성치칙천도정황제(베트남어: Phụng Thiên Chí Lý Ứng Vận Tự Tại Thánh Minh Long Hiện Duệ Văn Anh Vũ Sùng Nhân Quảng Hiếu Thiên Hạ Thái Bình Khâm Minh Quảng Trạch Chương Minh Vạn Bang Hiển Ứng Phù Cảm Uy Chấn Phiên Man Duệ Mưu Thần Trợ Thánh Trị Tắc Thiên Đạo Chính Hoàng Đế / 奉天至理應運自在聖明龍見睿文英武崇仁廣孝天下太平欽明光宅章明萬邦顯應符感威震藩蠻睿謀神功聖治則天道政皇帝)이다.
묘호는 태조(베트남어: Thái Tổ / 太祖), 시호는 신무황제(베트남어: Thần Vũ Hoàng Đế / 神武皇帝)이다.

## 가계도

### 부모
- 부친 : 현경왕(베트남어: Hiển Khánh Vương / 顯慶王)
- 모친 : 명덕태후(베트남어: Minh Đức Thái Hậu / 明德太后) 팜티(베트남어: Phạm Thị / 范氏 범씨)

### 정실 황후
| 봉호        | 시호(존호)                                        | 이름 (성씨)                                         | 별칭  | 재위년도        | 생몰년도 | 국구 (장인/장모) | 비고 |
| ----------- | ------------------------------------------------- | --------------------------------------------------- | ----- | --------------- | -------- | ---------------- | ---- |
| 황후 (皇后) | 영현황태후 (Linh Hiển Hoàng Thái Hậu /靈顯皇太后) | 레 티 펏응안 (Lê Thị Phất Ngân /黎氏佛銀 /여씨불은) | [ 2 ] | 1009년 ~ 1028년 |          | [ 3 ]            |      |

### 측실 황후
- 공식적으로 8명의 후궁이 있으나 기록미상.

| 봉호        | 시호(존호)                                | 이름 (성씨) | 별칭 | 재위년도   | 생몰년도 | 국구 (장인/장모) | 비고  |
| ----------- | ----------------------------------------- | ----------- | ---- | ---------- | -------- | ---------------- | ----- |
| 황후 (皇后) | 좌국황후 (Tá Quốc Hoàng Hậu /佐國皇后)    |             |      | 1016년 ~ ? |          |                  |       |
| 황후 (皇后) | 입원황후 (Lập Nguyên Hoàng Hậu /立元皇后) |             |      | 1016년 ~ ? |          |                  |       |
| 황후 (皇后) | 입교황후 (Lập Giáo Hoàng Hậu /立教皇后)   |             |      | 1016년 ~ ? |          |                  | [ 4 ] |

### 황자
| - | 봉호                              | 이름                                | 생몰년도        | 생모                    | 별칭  | 비고                  |
| - | --------------------------------- | ----------------------------------- | --------------- | ----------------------- | ----- | --------------------- |
| 1 | 개천왕 (Khai Thiên Vương /開天王) | 리펏마 (Lý Phật Mã /李佛瑪 /이불마) | 1000년 ~ 1054년 | 영현황태후 레 티 펏응안 | [ 5 ] | 리 왕조의 제2대 황제. |
| 2 | 개국왕 (Khai Quốc Vương /開國王)  | 리보 (Lý Bồ /李菩 /이보)            |                 |                         |       |                       |
| 3 | 동정왕 (Đông Chinh Vương /東征王) | 리륵 (Lý Lực /李力 /이력)           | ? ~ 1038년      |                         |       |                       |
| 4 | 익성왕 (Dực Thánh Vương /翊聖王)  |                                     |                 |                         |       | 이름 실전됨.          |
| 5 | 무덕왕 (Vũ Đức Vương /武德王)     |                                     | ? ~ 1028년      |                         |       | 이름 실전됨.          |
| 6 | 위명왕 (Uy Minh Vương /威明王)    | 리호앙 (Lý Hoảng /李晃)             | 998년 ~ 1057년  | 영현황태후 레 티 펏응안 | [ 6 ] |                       |

### 황녀
- 공식적으로 12명 공주가 있으나, 안국공주를 제외한 공주 기록 미상.

| - | 봉호                                   | 이름 | 생몰년도 | 생모 | 부마  | 별칭 | 비고 |
| - | -------------------------------------- | ---- | -------- | ---- | ----- | ---- | ---- |
| 1 | 안국공주 (An Quốc Công Chúa /安國公主) |      |          |      | [ 7 ] |      |      |

## 기년
| 태조        | 원년           | 2년             | 3년        | 4년        | 5년        | 6년        | 7년        | 8년        | 9년        | 10년       |
| ----------- | -------------- | --------------- | ---------- | ---------- | ---------- | ---------- | ---------- | ---------- | ---------- | ---------- |
| 서력 (西曆) | 1009년         | 1010년          | 1011년     | 1012년     | 1013년     | 1014년     | 1015년     | 1016년     | 1017년     | 1018년     |
| 간지 (干支) | 기유(己酉)     | 경술(庚戌)      | 신해(辛亥) | 임자(壬子) | 계축(癸丑) | 갑인(甲寅) | 을묘(乙卯) | 병진(丙辰) | 정사(丁巳) | 무오(戊午) |
| 연호 (年號) | 경서(景瑞) 2년 | 순천(順天) 원년 | 2년        | 3년        | 4년        | 5년        | 6년        | 7년        | 8년        | 9년        |
| 태조        | 11년           | 12년            | 13년       | 14년       | 15년       | 16년       | 17년       | 18년       | 19년       | 20년       |
| 서력 (西曆) | 1019년         | 1020년          | 1021년     | 1022년     | 1023년     | 1024년     | 1025년     | 1026년     | 1027년     | 1028년     |
| 간지 (干支) | 기미(己未)     | 경신(庚申)      | 신유(辛酉) | 임술(壬戌) | 계해(癸亥) | 갑자(甲子) | 을축(乙丑) | 병인(丙寅) | 정묘(丁卯) | 무진(戊辰) |
| 연호 (年號) | 10년           | 11년            | 12년       | 13년       | 14년       | 15년       | 16년       | 17년       | 18년       | 19년       |